# Julio Huasi
Julio Ciesler, conocido como Julio Huasi (1935-1987) fue un poeta y periodista argentino. Nació, según dice uno de sus poemas, «en un augusto conventillo de parque patricios» el 20 de marzo de 1935. El 11 de marzo de 1987 fue encontrado muerto en su departamento de Buenos Aires presumiéndose su suicidio.

## Biografía
Fue poeta -admirado por Cortázar-, periodista y crítico literario. Su verdadero nombre era Julio Ciesler y fue un revolucionario de la literatura y de la vida. Vivió en el exilio en Chile y España y regresó a la Argentina tras las vuelta a la democracia después de la larga noche de la dictadura genocida de 1976.
Su labor como periodista fue dilatada e intensa, trabajó en la mítica revista  "Brecha" del Uruguay, en "Prensa Latina" (agencia cubana de noticias fundada por Jorge Masetti), colaboró con la revista Punto Final y en la primera etapa del Periódico de Las Madres de Plaza de Mayo. Durante su exilio español colaboró en el Instituto de Cooperación Iberoamericana, en el diario "El País" y en la revista "Nueva Estafeta". Pero ante todo Julio Huasi fue un poeta, un "juglar de la revolución" (como lo solían llamar) y es eso lo que seguramente jamás le perdonó la cultura oficial de su país. Sus méritos poéticos lo enmarcan en lo mejor de la vanguardia, al igual que Oliverio Girondo fue un gran acuñador de palabras y hasta de un lenguaje: matria mía, asesinaciones, yanquería, gardelaire, serumano... son algunos ejemplos. Su primer libro publicado fue "Sonata popular Buenos Aires" (1959) publicado en las también legendarios Cuadernos de Cultura gracias a los oficios de uno de los más grandes poetas argentinos de principios del siglo XX, Raúl González Tuñón, quien además prologó el mismo "saludando" "el advenimiento de un gran poeta". Luego seguirían Lírico hollín  (1955-57), Yanquería (1958-59), Violento casorio o las bodas universales (1961-62), Los increíbles (1965), Bandolor (1965-66), Sangral américa (1971), Asesinaciones (1972-81), Matria mía azul (1983) y Comparancia (1982-84).

Muchachos

tan solo, tan lejos, tan sin ellos

buscando a ciegas un fusil para traerles un milagro

que harán los muchachos ahora, dónde duermen si duermen,

qué hacen sus manos queridas, qué’ acarician si acarician,

qué dolor estrangulan a solas sin ruido

que un hombre macho no debe llorar.

Argentina, te llevo oculta como un ladrón,

tus puntas me rompen la piel y me delatan,

quedate quieta, amor, nos miran, somos tus huerfanitos

entre la última curda y la revolución

disparando en tu honor estos cachos de muerte.

Hoy ando con una garúa feroz, cómo llovizna tu sangre,

llevo treinta nenes llorándome en el alma

todos juntos.

(de "Sangral América", Julio Huasi)

El 2 de mayo de 2002 la Asociación Madres Plaza de Mayo y estudiantes de la Universidad Popular de las Madres inauguraron la Biblioteca Popular Julio Huasi en honor al poeta.

## Obras
- Sonata popular Buenos Aires, Cuadernos de Cultura, 1959
- Lírico hollín  (1955-57).
- Yanquería (1958-59), Ediciones del Río de La Plata, 1960
- Violento casorio o las bodas universales (1961-62).
- Los increíbles, Ediciones Reunidas Ultimátum, 1965
- Bandolor (1965-66).
- Sangral américa (1971). Este libro y el anterior fueron reunidos en un volumen de la colección La Honda de Casa de las Américas, La Habana, 1971
- Asesinaciones (1972-81), Puerta del Sol, Madrid, 1981; Hernández editor, 1985
- Matria mía azul (1983), Hernández editor, 1985
- Comparancia (1982-84), Hernández editor, 1985